# John Benton
John Benton (ur. 23 czerwca 1969 w Afton, Minnesota), amerykański curler, sport ten uprawia od 1975. Jest skipem swojej drużyny, wcześniej był otwierającym w zespole Johna Shustera.
Startował na Zimowych Igrzyskach Olimpijskich w 2010. W turnieju Amerykanie uplasowali się na ostatniej, 10. pozycji. Benton nie zagrał w jednym meczu.

## Drużyna
Sezon 2011/2012
- Steve Day - czwarty
- Dan Wiza - drugi
- Jeff Kuemmel - otwierający

Byli zawodnicy
- John Shuster - skip
- Jeff Isaacson - drugi
- Jason Smith - trzeci
- Peter Stolt
- Jeff Puleo
- Erik Ordway